# Вишни
Вишни или Вишне (на македонска литературна норма: Вишни; на албански: Vishnja) е село в Северна Македония, в община Струга.

## География
Селото е разположено в източните склонове на планината Ябланица. На около 2 километра от селото се намира скалната църква „Свети Спас“.

## История
В XIX век Вишни е предимно българско село в Стружка нахия на Охридска каза на Османската империя. В „Етнография на вилаетите Адрианопол, Монастир и Салоника“, издадена в Константинопол в 1878 година и отразяваща статистиката на населението от 1873 година, Вишне (Vichné) е посочено като село със 160 домакинства, като жителите му са 450 българи и 14 власи.
Според статистиката на Васил Кънчов („Македония. Етнография и статистика“) в 1900 Вишни има 600 жители българи християни и 20 арнаути мохамедани.
Цялото християнско население на селото е под върховенството на Българската екзархия. По данни на секретаря на екзархията Димитър Мишев („La Macédoine et sa Population Chrétienne“) в 1905 година във Вишни има 640 българи екзархисти и функционира българско училище.
При избухването на Балканската война 21 души от Вишни са доброволци в Македоно-одринското опълчение. След Междусъюзническата война селото остава в Сърбия.
Според преброяването от 2002 година селото има 14 жители македонци.
В селото има църкви „Свети Атанасий“, „Свети Никола“, чийто темелен камък е осветен и поставен на 7 август 1999 година от митрополит Тимотей Дебърско-Кичевски, „Свети Климент“, „Света Неделя“ и „Света Петка“, чийто темелен камък е осветен и поставен на 29 юли 2006 година от Тимотей, а самата тя е осветена на 28 юли 2007 година от Иларион Брегалнишки.

## Личности
Родени във Вишни
- Атанас Георгиев, български опълченец, V опълченска дружина, умрял преди 1918 г.[7]
- Мате Митов, български революционер, деец на ВМОРО[8]
- Мишо Георгиев, български хайдутин, по-късно деец на ВМОРО,[9][10] през 1913 година е в четата на Петър Чаулев.[11]
- Настас Митрович, майстор строител, построил „Успение Богородично“ в Тузла от 1874 до 1882 година заедно с Христо Ангелкович от Охрид[12]
- Насто Лазаров, български учител и революционер, деец на ВМОРО[8]

Починали във Вишни
- Яким Алулов (? – 1903), български войвода от ВМОРО